# クライ駅 (マレー鉄道ウエスト・コースト線)
座標: 北緯1度39分47秒 東経103度36分02秒 / 北緯1.66306度 東経103.60056度
クライ駅 （クライえき、マレー語:Kulai Railway Station） は、マレーシアのジョホール州クライにある、マレー鉄道ウエスト・コースト線の駅である。

## 概要
KTMインターシティの全列車が停車する。 

## 歴史
- 1909年7月1日 - スガマッ～ジョホール・バル間開業。

## 駅構造
単式ホーム1面1線をもつ地上駅である。駅舎は南側にあり、ホームに面している。北側に待避線が1線あり列車交換ができる。